# Быков, Николай Иванович (купец)
Николай Иванович Бы́ков (около 1786 года, Егошихинский завод — 17 (29) апреля 1851 года, Пермь) — пермский купец 3-й гильдии, городской голова Перми (1838—1841).
Родился около 1786 года в посёлке Егошихинского завода. Его дядя, Фёдор Ефимович, был городским головой Перми в 1874—1787 и 1807—1808 гг. С 1807 года работал оценщиком и приёмщиком конфискованных имений, затем — словесным судьёй. С 1820 года — купец 3-й гильдии. В 1823—1826 и 1832—1835 гг занимал пост бургомистра. С 1838 по 1841 год был пермским городским головой. Умер 17 (29) апреля 1851 года, похоронен на Старом кладбище. В своём завещании Быков пожертвовал Петропавловской церкви две лавки в Гостином дворе.